# 朱宪彝
朱宪彝（1903年—1984年），著名中国医学家、内分泌学家，纽约州立大学医学博士，世界钙磷代谢之父，第一任天津医科大学校长。

## 生平
朱宪彝早年毕业于天津英租界新学书院，1930毕业于北平协和医学院，纽约州立大学，哈佛大学博士后，是中国医学界第一个在期刊《Science》上发表文章的学者。中国医学界第一个在国际上为疾病命名的学者，命名了肾性骨病。是世界上第一个对钙磷代谢有突破性研究的学者。

## 纪念
2019年6月16日，天津医科大学代谢病医院迁至北辰区新院址之际，新增“天津医科大学朱宪彝纪念医院”为医院的第一名称，以纪念朱宪彝。